# Антал Штрајтман
Антал Штрајтман (мађ. Streitmann Antal; Кареј, 1850 — Велики Бечкерек, 1918) био је сликар и педагог.

## Биографија
Родио се 1850. године у Кареју, недалеко од Сату Мареа, тада у Аустријском царству, данас у Румунији. Школовао се у родном месту и Сату Мареу. Цртачку школу завршио је у Пешти 1876. године. Са дипломом професора цртања 1879. године добио је посао у Великом Бечкереку као професор цртања у Гимназији.
Поред педагошком рада Штрајтман се бавио писањем чланака о уметности и етнологији. У листу „Торонтал” писао је у шест наставака о развоју града Великог Бечкерека. Чланци су говорили о архитектури града, са освртом на стилску анализу најзначајнијих грађевина у граду. У монографији „Торонталска жупанија” Штрајтман је писао поглавља која се односе на свакодневни живот, религију, народне обичаје и културу Срба, Мађара и Румуна. Бавио се ликовном критиком. Писао је и о своду римокатоличке цркве (срушена после Другог светског рата) у данашњем Лукићеву који је осликао Стеван Алексић.
Штрајтман је посебно заслужан на пољу примењене уметности. На његову иницијативу је у Великом Бечкереку 1884. године основана прва ткачка, односно ћилимарска школа. Касније, 1894. године, школа прераста у фабрику тепиха и ћилима. Први директор школе био је Штрајтман. У више наврата организовао је изложбе занатских производа у Великом Бечкереку (1896. и 1902. године). На великој Миленијумској изложби у Будимпешти 1896. године добио је награду за уређење кућа Торонталске жупаније.
На ликовном плану, Штрајтман је у последњој деценији 19. века излагао своја дела по излозима у главној улици. Године 1892. излагао је заједно са познатим мађарским сликаром Ласлом Кезди Ковачом у жупанијској палати. Своје слике излагао је 1904. године у Будимпешти, заједно са око 50 уметника из целе Угарске. На значајној изложби „великобечкеречких импресиониста” 1912. године Штрајтман је излагао „Обалу Бегеја”, „Велики мост” и неколико предела крај Бегеја.
Умро је 1918. године, а 1919. на изложби торонталских сликара, приређеној у бечкеречкој Касини, изложено је и неколико слика покојног Штрајтмана.